# Trixylobates bidactylus
Trixylobates bidactylus är en kvalsterart som beskrevs av Balogh och Sandór Mahunka 1978. Trixylobates bidactylus ingår i släktet Trixylobates och familjen Protoribatidae. Inga underarter finns listade i Catalogue of Life.